# Лобова, Ольга Михайловна
Ольга Михайловна Лобова (1885—1940) — советский педагог, депутат Верховного Совета СССР 1-го созыва.

## Биография
Ольга Лобова родилась в 1885 году в селе Яковлевское (ныне город Приволжск Ивановской области). Её отец работал служащим фабрики купца Сидорова. После окончания средней школы поступила в Нерехтинскую прогимназию. Окончив прогимназию, в 1901 году экстерном сдала экзамен на звание учительницы. Через 6 месяцев устроилась на работу помощницей учительницы в селе Незнамово Нерехтского уезда. Спустя 4 года стала заведующей школой. Затем по воле попечителя вынуждена была покинуть школу. В дальнейшем неоднократно переходила из школы в школу.
Во время Октябрьской революции Ольга Лобова находилась в Писцове. Там она занялась организацией школ на фабриках, ликвидацией неграмотности, работала женоргом, участвовала в профсоюзной работе. Получив педагогическое образование, стала работать учительницей в Яковлевской образцовой начальной школе № 2 (от неё ведёт свою историю школа № 12 города Приволжска Ивановской области). Получила известность далеко за пределами области, приглашалась в Москву делиться педагогическим опытом. Написала ряд работ по методике обучения русскому языку и вопросам организации воспитательной работы.
В 1927 году стала кандидатов в члены партии, а в 1929 году вступила в ВКП(б). Была активным агитатором и пропагандистом. В Яковлевском поселковом совете возглавляла работу секции рабоче-крестьянской инспекции. В 1937 году была избрана депутатом Совета Союза Верховного Совета СССР 1-го созыва от Ивановского сельского избирательного округа. Была награждена орденом Трудового Красного Знамени.
Умерла 13 января 1940 года после тяжёлой болезни.
В 1975 году одна из улиц города Приволжска получила имя Ольги Лобовой. На стене здания школы, где она преподавала (ныне здание коррекционной школы-интерната), была установлена мемориальная доска (не сохранилась).

## Сочинения
- Развитие речи учащихся: Из опыта работы учительницы Яковлевской начальной школы Середского района О. М. Лобовой депутата Верховного Совета СССР. — Иваново: Гос. изд-во Иванов. обл., 1938.